# Dipoena yutian
Dipoena yutian är en spindelart som beskrevs av Hu och Wu 1989. Dipoena yutian ingår i släktet Dipoena och familjen klotspindlar. Inga underarter finns listade i Catalogue of Life.